# What’s It Gonna Be
What’s It Gonna Be piosenka Beyoncé z japońskiej wersji płyty Dangerously in Love. Twórcami piosenki są Beyoncé Knowles, LaShaun Owens, Karrim Mack, Corte Ellis, Larry Troutman, Roger Troutman i Kandice Love.

## Lista utworów
7” promo single
Side A:
1. „Heaven Knows” (Main Edit) – Faith Evans
2. „Heaven Knows” (Instrumental) – Faith Evans
3. „Heaven Knows” (A Cappella) – Faith Evans

Side B:
1. „What’s It Gonna Be” (Main Edit)
2. „What’s It Gonna Be” (Instrumental)
3. „What’s It Gonna Be” (A Cappella)